# Architettura del Rajasthan

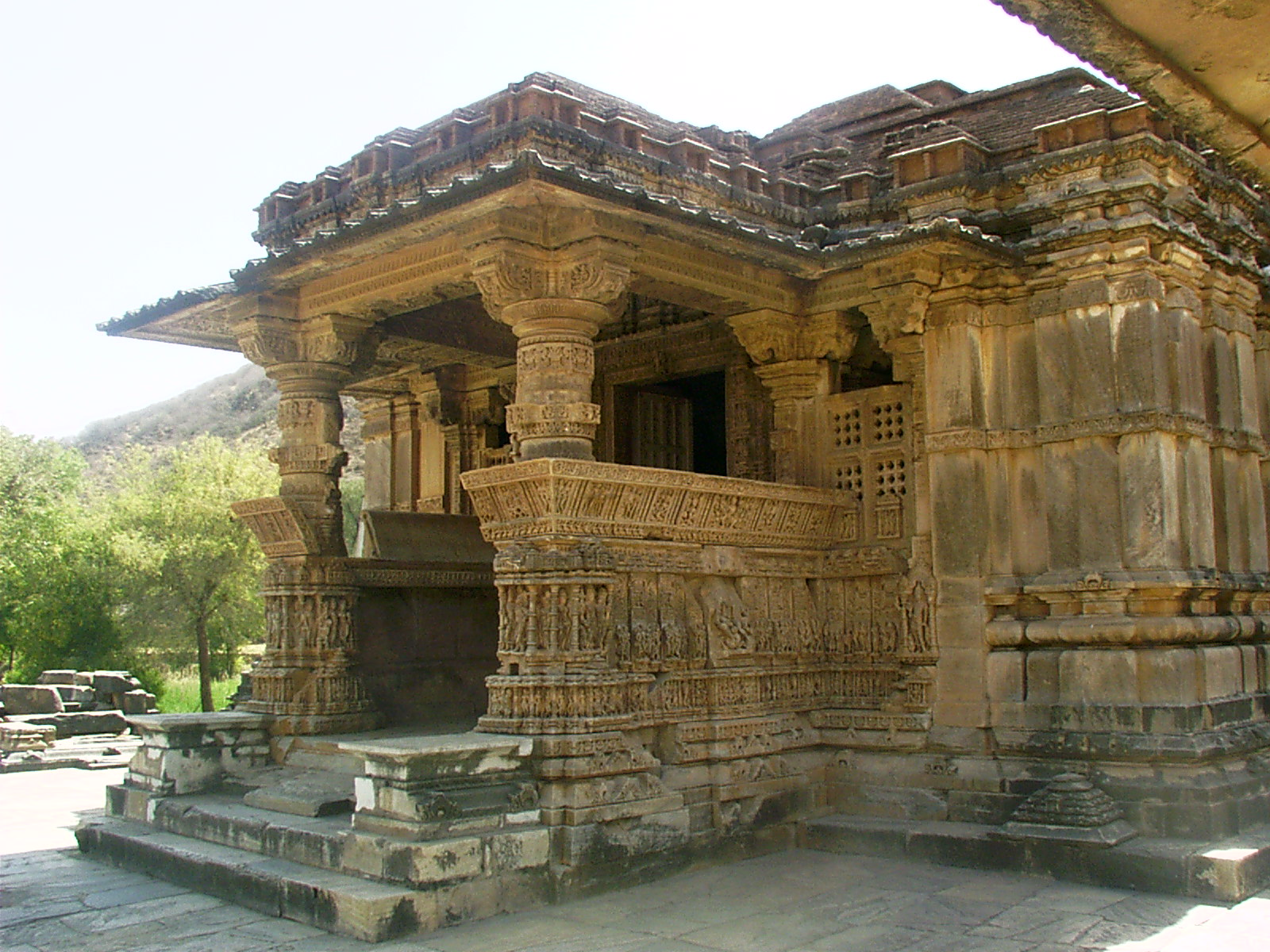
Tempio Nagda

L'architettura Māru-Gurjara (architettura del Rajsthan) ebbe origine nel VI secolo in quello che è oggi lo stato del Rajasthan in India.

## Etimologia
Il termine Maru Gurjara ha la sua genesi nel fatto che in tempi antichi, Rajasthan e Gujarat avevano somiglianze negli aspetti etnici, culturali e politici della società. L'antico nome del Rajasthan era Marudesh, mentre il Gujarat si chiamava Gurjaratra.
L'arte "Maru Gurjara" letteralmente significa "arte del Rajasthan".

## Sviluppo

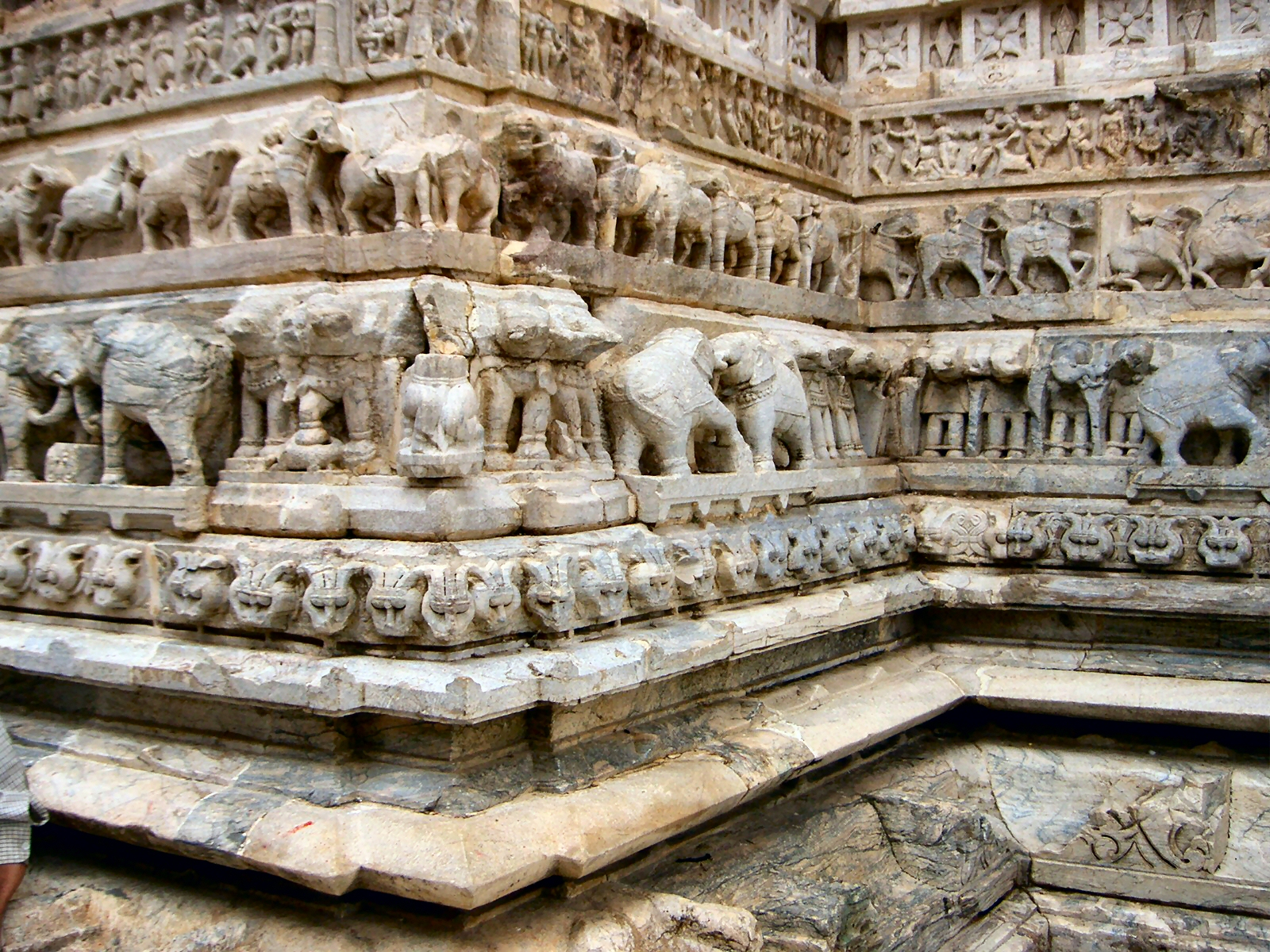
Elefanti scolpiti nel basamento del tempio Jagdish che venne fatto costruire dal Maharana Jagat Singh I nel 1651.

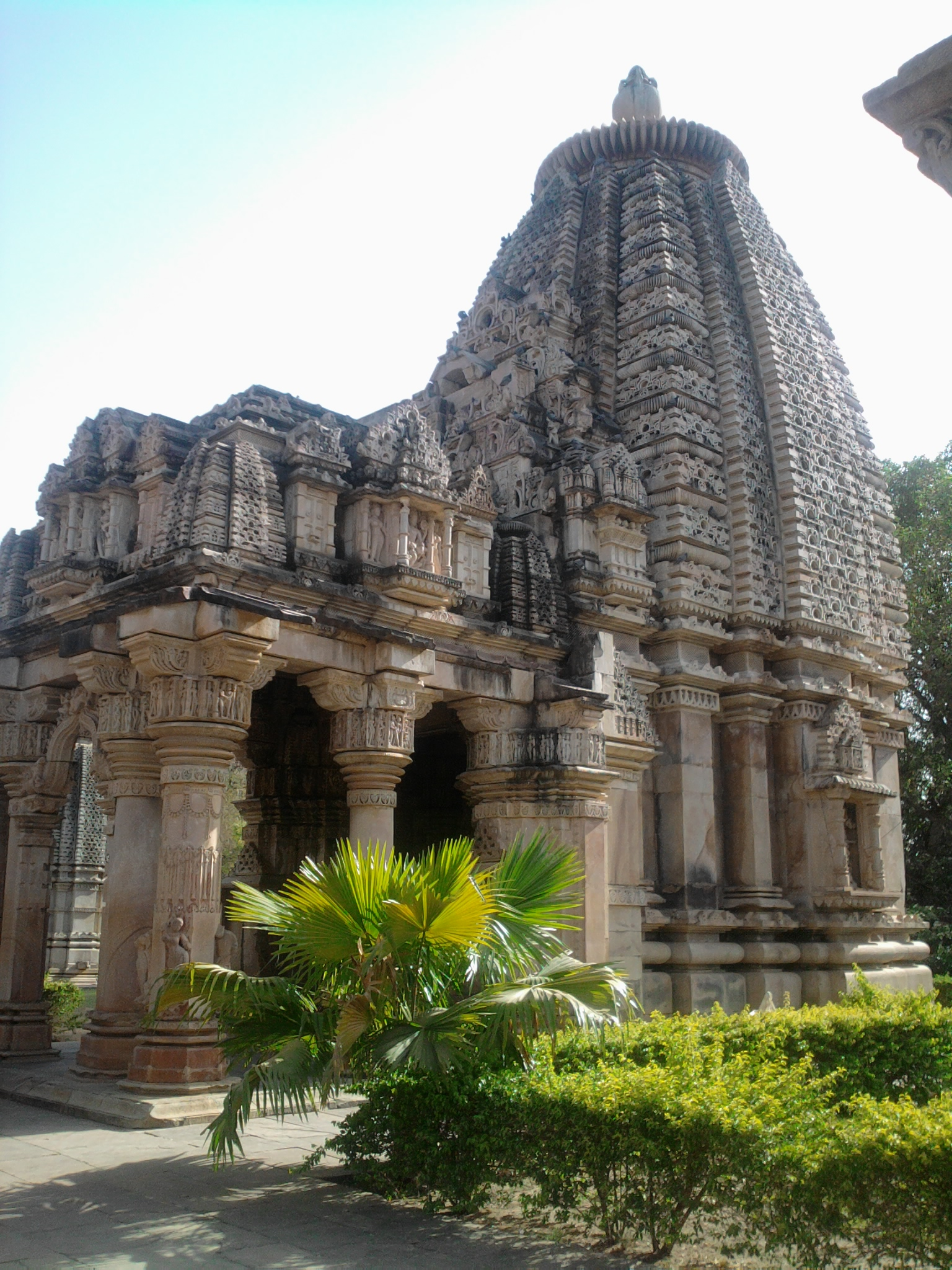
Complesso del tempio Baroli.

L'architettura Māru-Gurjara mostrare la profonda e raffinata competenza degli artigiani del Rajasthan in un'epoca così remota. Presenta due stili principali: Maha-Maru e Maru-Gurjara. Secondo M. A. Dhaky,  lo stile Maha-Maru si sviluppò all'inizio a Marudesa, Sapadalaksha, Surasena e parte di Uparamala mentre quello Maru-Gurjara ebbe origine a Medapata, Gurjaradesa-Arbuda, Gurjaradesa-Anarta e in alcune aree del Gujarat. Studiosi come George Michell, M.A. Dhaky, Michael W. Meister e U.S. Moorti ritengono che l'architettura dei templi Māru-Gurjara sia interamente indiana occidentale e molto differente da quella dei tempi indiani del nord. Esiste comunque una connessione tra architettura Māru-Gurjara e quella dei templi di Hoysala. In entrambi questi stili architettonici è preminente la scultura.
Strutture architettonice nello stile del Rajasthan:
- Jarokha
- Chhatri
- Haveli
- Stepwell (baoli o bawdi)
- Johad
- Jaali

L'architettura del Rajasthan riguarda molti diversi tipi di edifici, che possono in linea di massima essere classificati come laici o religiosi. Gli edifici secolari sono di varie tipologie. Essi comprendono le città, i villaggi, i pozzi, i giardini, le case e i palazzi. Tutti questi tipi di edifici sono stati pensati per scopi pubblici e civili. I forti sono inclusi negli edifici civili, anche se erano utilizzati per scopi di difesa e militari. La tipologia degli edifici di carattere religioso si compone di tre diversi tipi: templi, moschee, e tombe. La tipologia degli edifici laici è più varia.

## Galleria d'immagini

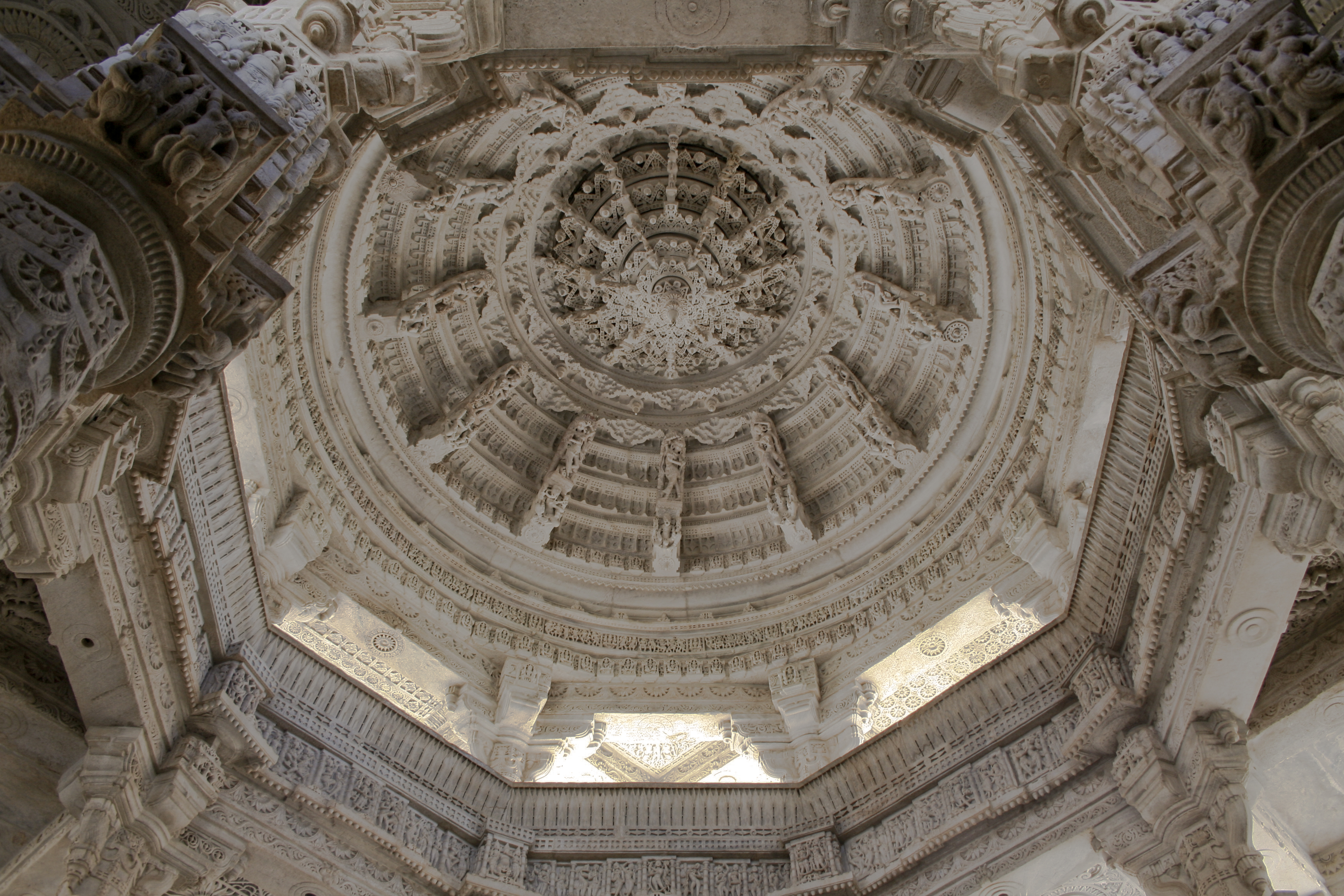
Interno del tempio Adisvara
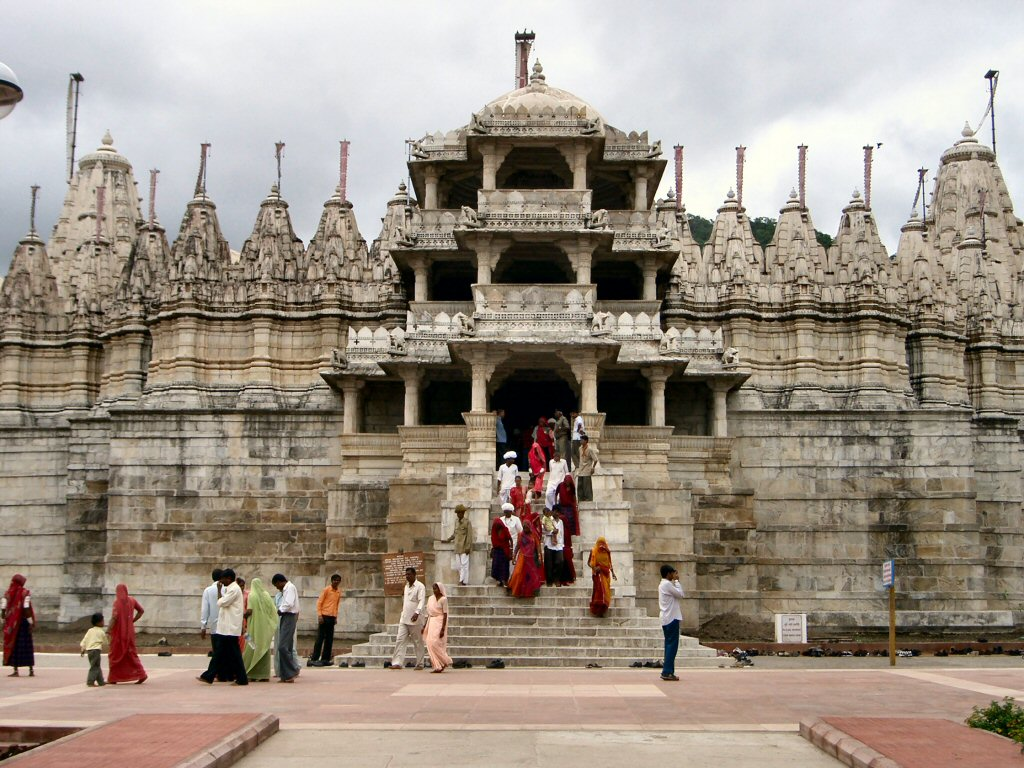
Tempio giainista di Ranakpur
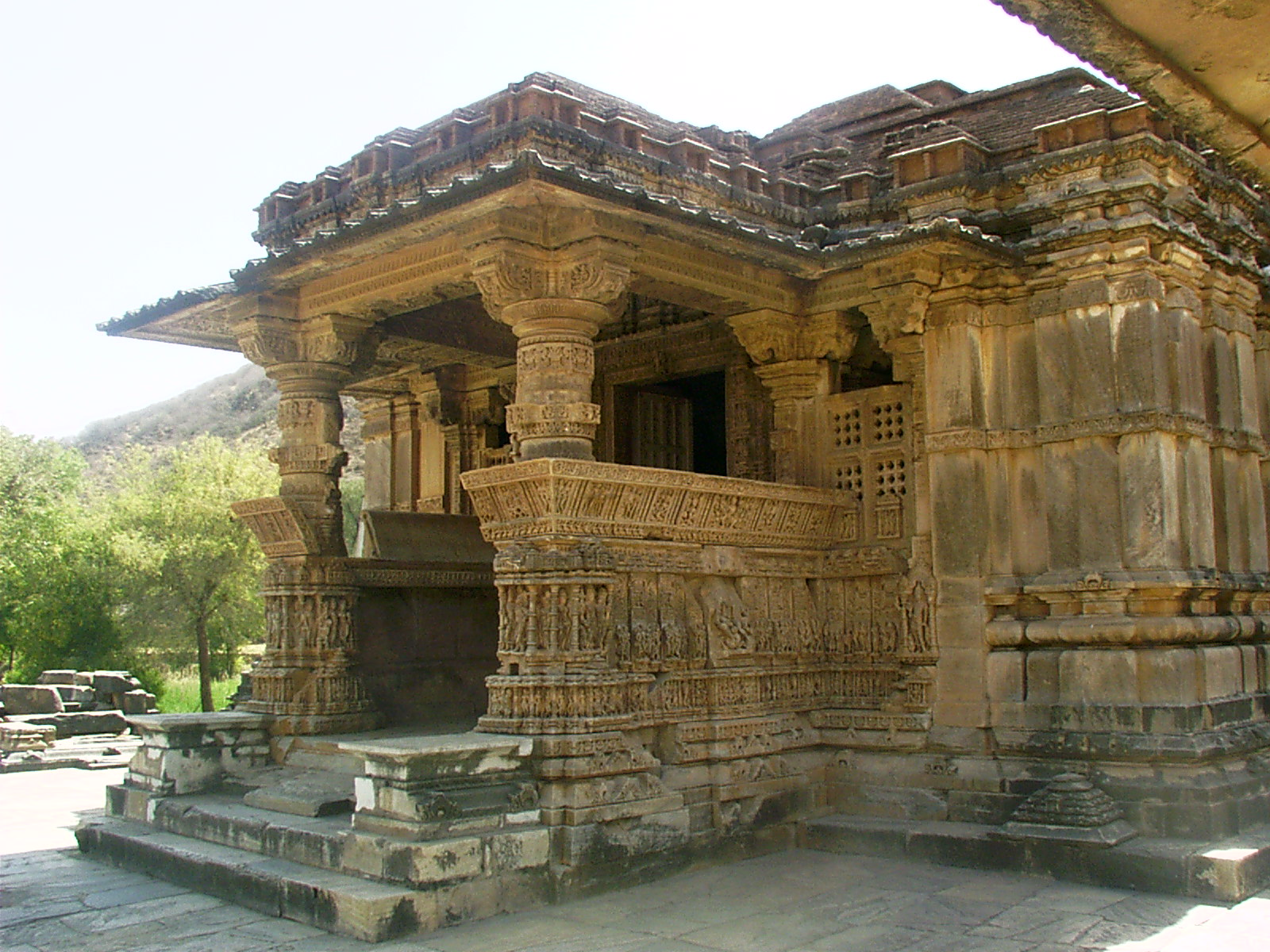
Tempio Nagda
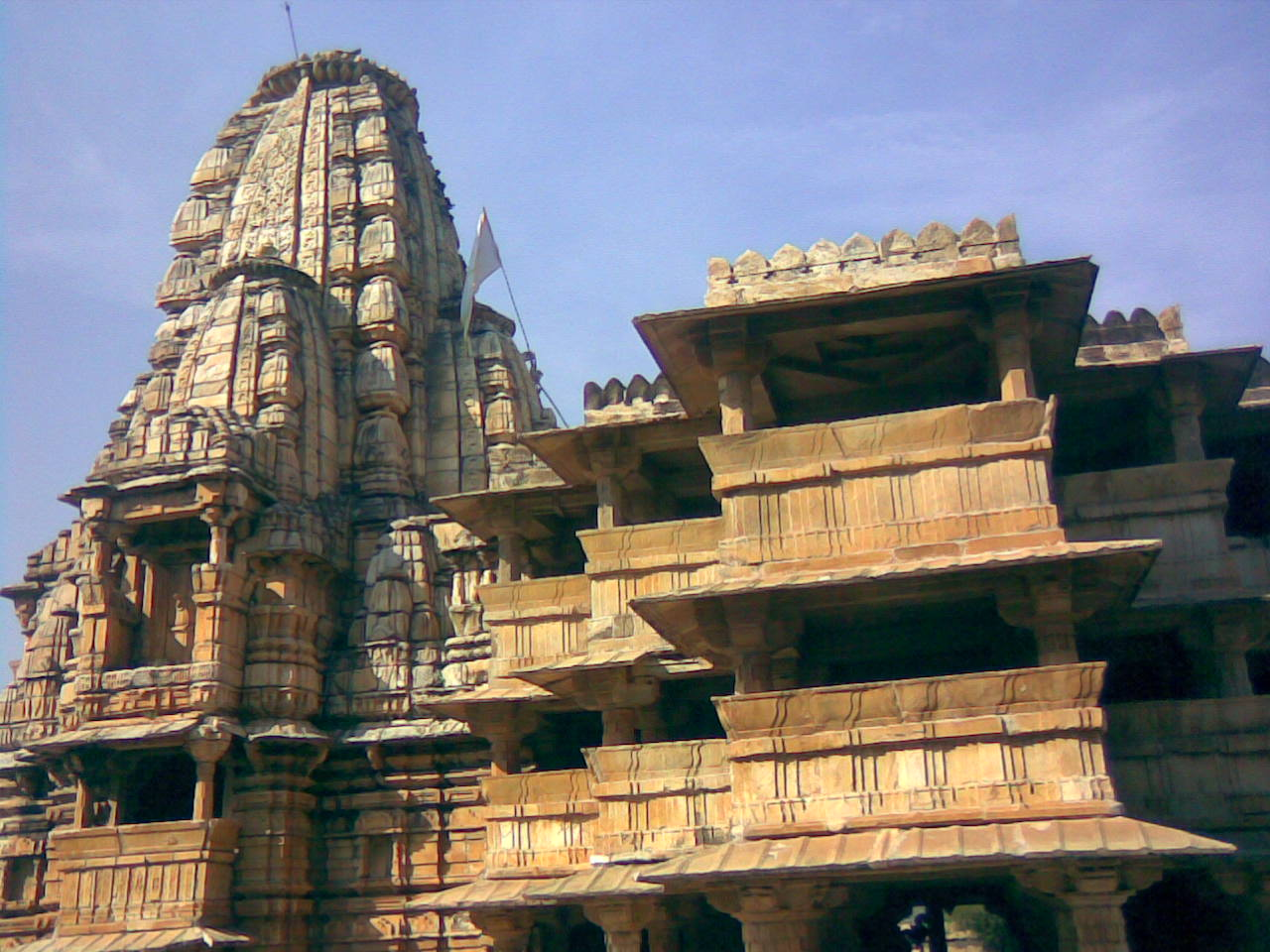
Tempio Dev Somnath
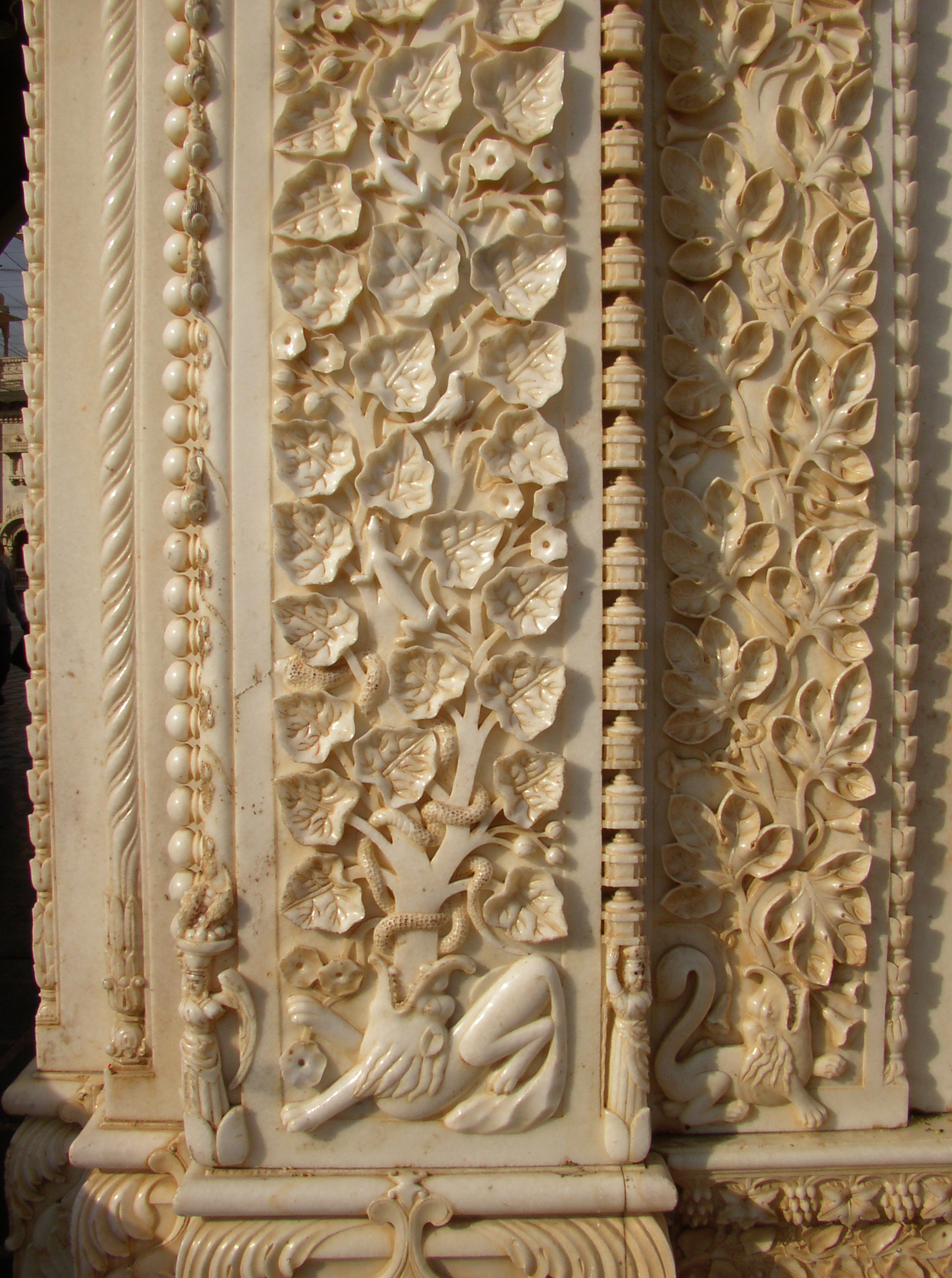
Dettaglio di scultura, tempio Karni Mata, Bikaner Rajasthan
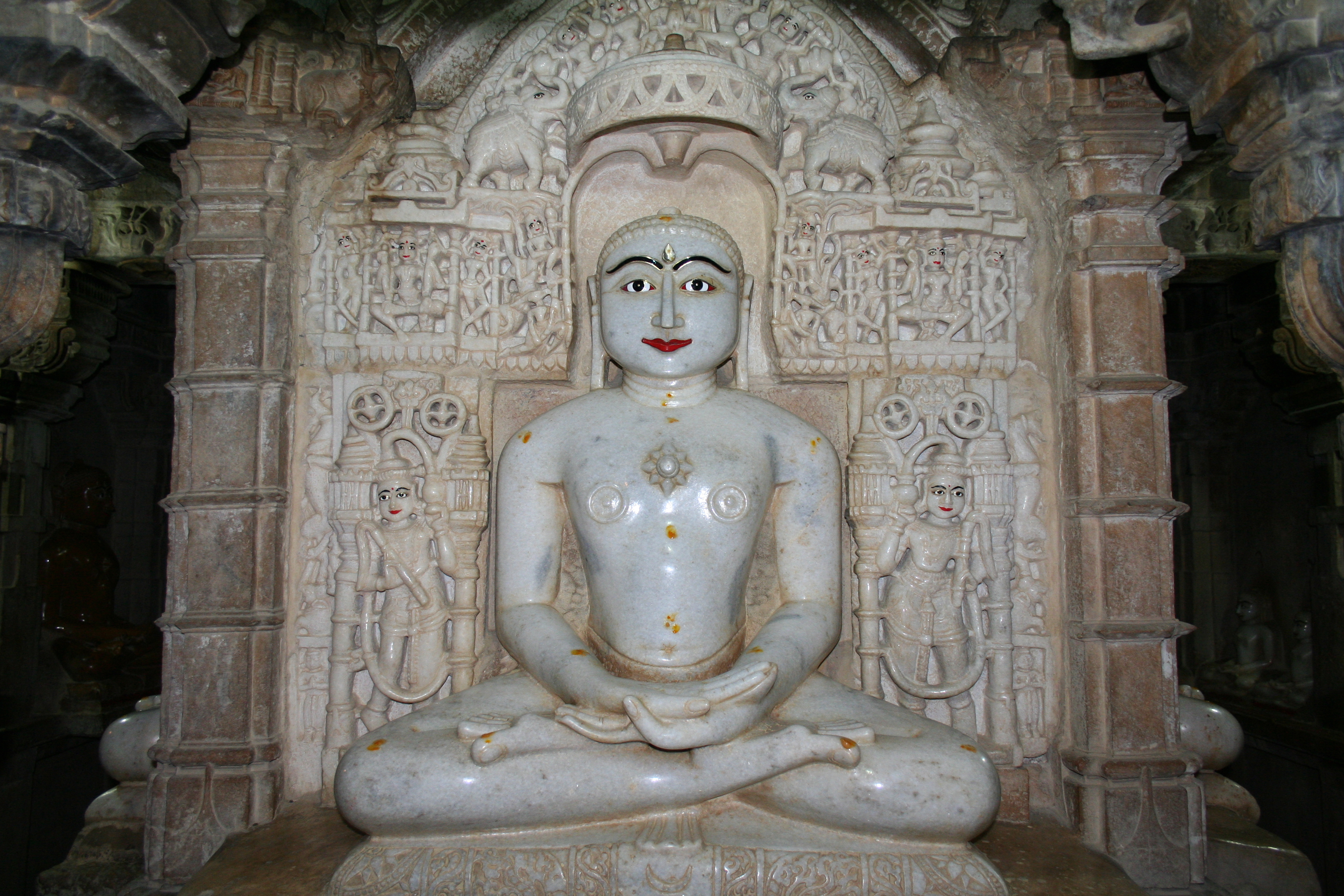
Scultura in marmo, tempio gianista di Jaisalmer, Rajasthan